# Kasing (Kösching)
Kasing ist eine ehemalige Gemeinde am Rande des Köschinger Forsts. Heute ist das Pfarrdorf ein Gemeindeteil des Marktes Kösching im oberbayerischen Landkreis Eichstätt und liegt nordöstlich von Ingolstadt. Auf der Gemarkung Kasing liegt auch noch der Weiler Hellmannsberg. Der Ort hatte am 2. Januar 2023 insgesamt 1.322 Einwohner und die bebaute Fläche betrug 64 Hektar.

## Geographische Lage
Kasing liegt am Rande des Naturparks Altmühltal, dem drittgrößten Waldgebiets Deutschlands. Dieses liegt ungefähr 4 km von der Marktgemeinde Kösching entfernt. Die geographische Höhe ist ungefähr 380 m ü. NHN.

## Nachbarorte
Kösching, Bettbrunn, Sankt Lorenzi, Tholbath, Theißing, Oberdolling, Straßhausen, Unterdolling

## Verkehrsanbindung
Die Bundesautobahn 9 ist über den Anschluss Lenting oder Ingolstadt-Nord zu erreichen. Die nächstgelegenen Personenbahnhöfe sind der Nordbahnhof Ingolstadt (9 km) und der Hauptbahnhof Ingolstadt (12 km). Die Busanbindungen erfolgen durch die Linie 40 (nur Nachtbusse), sowie durch den Regionalbus Augsburg, Linie 9221, Riedenburg – Altmannstein – Bettbrunn – Kasing – Kösching – Ingolstadt. Kasing, Kösching und Lenting verbindet die von Oberdolling kommende Kreisstraße EI 34.

## Ortsname
Wahrscheinlich ist, dass sich der Name vom lateinischen casa (Hütte, Landhaus) ableitet. Möglich ist auch, dass ein gewisser Carisius dem Ort seinen Namen gab. Die Menschen, die also auf dem Land des Carisius lebten, gaben schließlich dem Ort seinen Namen „Karsen“. Über „Käsen/Khäsen“, Nennungen des 15. bis 17. Jahrhunderts, kam es schließlich zur heutigen Schreibweise Kasing.

## Sprache
Kasing befindet sich im Übergangsgebiet von Mittelbairisch zu Nordbairisch. Also werden in Kasing auch mehrere bairische Dialekte angetroffen. Beispielsweise hat das Tier (die) Kuh verschiedene bairische Aussprachen (d’Kou, d’Kua).

## Landschaft und Natur
Die Wacholderheide, auch Kalkofen genannt, ist ein Magerrasenhang, der durch menschliche Hand entstand. Im Mittelalter wurden die Wälder an Talhängen gerodet. Die so gewonnenen Flächen wurden zur Weide von Schafen genutzt. Sie werden auch heute noch beweidet, damit sie ihr ursprüngliches Aussehen behalten. Die angrenzende Wacholderheide macht Kasing bekannt. Das Landschaftsschutzgebiet lädt zur Entspannung und Erholung und zur Betrachtung der heimischen Pflanzen- und Tierwelt ein. Auf dem „Bittgangweg“, auf dem alljährlich die Pfarrei Kasing ihre Wallfahrt zum Heiligen Salvator nach Bettbrunn unternimmt, kann man von der Wacholderheide in einem einstündigen Fußmarsch Bettbrunn erreichen.

## Geschichte

### Römerzeit
Im Jahre 15 v. Chr. kommen die Römer über die Alpen, erobern und besetzen weite Teile des heutigen Landkreises Eichstätt und Bayern. Ein Kastell wird in Kösching gebaut (Germanicum). Im Umkreis des Kastells siedelten immer mehr Menschen in sogenannten Lagerdörfern. In Kasing gab es in dieser Zeit wohl ein Landgut, das das nahe gelegene Kastell Germanicum unter anderem mit Getreide versorgte.

### Mittelalter
Die Bajuwaren rückten nach Ende der Römerzeit in die ehemaligen besetzten Gebiete ein und besiedelten sie, darunter auch Kasing. Die Endung des Ortsnamens auf „ing“ deutet auf solche frühen bayerischen Siedlungsorte hin.
Von Anfang an war Kasing ein Ansammlungsgebiet von Bauernanwesen. Die Bauern, die diese ca. 20 Anwesen bewirtschafteten, waren Leibeigene und gehörten den Adeligen und geistlichen Herren. Zwei freie Anwesen gab es zur damaligen Zeit in Kasing. Sie entwickelten sich weiter, das eine in die Pfarrei Kasing und das andere in die Hofmark Stöcklrain.
Durch Rodung und Grundzuweisungen durch die Grundherren vergrößerte sich die Zahl der Anwesen. Weil sich dabei der Grund für die Besitzer immer mehr verkleinerte und der Platz zum Anbau für landwirtschaftliche Güter nicht mehr ausreichte, bildeten sich unterschiedliche Berufe wie Bäcker, Metzger, Schmied, Zimmerleute, Weber, Schneider, Wagner. Die Herstellung von Stoffen wurde in Kasing zur Tradition. Selbst Kurfürst Maximilian bemusterte die Tücher aus Kasing.

### Hofmark Stöcklrain
Auf dem Berg Stöcklrain (Stanglroi) in Kasing, Richtung Canisiushof, befand sich im hohen Mittelalter eine Burg, einer der frühen Edelsitze in Kasing. Sie gehörte später dem Grafen Georg von Hegnenberg (Hegnenberg-Dux), der ein unehelicher Sohn Herzog Wilhelms IV. von Bayern war. Georg Fasold hatte das Amt des Landrichters inne.
1512 kaufte Hans Reisacher zu Oberviehhausen die Hofmark. Die Burg wurde Jahrzehnte zuvor in einer kriegerischen Auseinandersetzung in der Wende vom 15. zum 16. Jahrhundert zerstört. Daraufhin baute der neue Herr ein neues Schloss. Zu den Besitztümern gehörten auch das Faselbauernanwesen und weitere Anwesen in Kasing. Die alte Linde wurde zu dieser Zeit am Ende des Grundstücks des Faselbauernanwesen (am heutigen Friedhof) gepflanzt und steht bis heute.
1585 kam Georg Fasold in den Besitz des Anwesens. Er war Mitglied des Rates der Stadt Ingolstadt und auch der Richter des damaligen Landbezirks Ingolstadt. Er erlangte auch die Gerichtsbarkeit über einen Teil seiner Untertanen. Unter seiner Herrschaft erlebte Stöcklrain seine goldenen Jahre. Er konnte den Besitz um 15 Anwesen und um die Eisermühle in Mailing vergrößern.
Durch die Plünderung Kasings durch die einfallenden Schweden ging auch das Schloss in Flammen auf. Ein weiterer Aufbau war zu kostspielig, und es fehlte an Baumaterial und Arbeitskräften. Der letzte Schlossherr Johann Christoph Fasold musste einen Teil des Besitzkomplexes verkaufen. Die Besitzer von Stöcklrein wohnten nunmehr in dem Bauernhof in der Friedhofstraße.

### Dreißigjähriger Krieg und Pest
Im Dreißigjährigen Krieg wurden die Bewohner Kasings 1641 durch die Schweden überfallen, die sich auf dem Vormarsch auf Ingolstadt befanden. Sie brannten das Dorf nieder, plünderten und erschlugen jeden, der sich nicht retten konnte. Acht Jahre später ging die große Pestwelle um. 1689 lag noch ein Viertel aller Kasinger Anwesen infolge des Krieges in Trümmern und wurde nicht bewirtschaftet.

### Spanischer Erbfolgekrieg (1701–1714)
Im Spanischen Erbfolgekrieg begann die Ausbeutung durch die Österreicher. Damit kam es zum wirtschaftlichen Niedergang von Kasing. Bayern wurde von 1704 bis 1714 besetzt.

### Am Ende des Alten Reiches
1756/60 bestand Kasing aus 52, überwiegend kleinbäuerlichen Anwesen. Diese zinsten an das Kastenamt Ingolstadt, an das Heilig-Geist-Spital Ingolstadt, an das Georgianum Ingolstadt, an das Kloster Kaisheim, an den Sitz Stöcklrain, an die Ortskirche, an die Hofmark Sandsdorf, an den Sitz Erlachhof und an die Hofmark Lenting. Neben einigem Freieigentum hatte noch die Gemeinde mit dem Hüthaus Besitz.

### Gemeinde Kasing
Durch die Verwaltungsreformen des frühen 19. Jahrhunderts wurde Kasing mit Hellmannsberg 1808/10 zu einem Steuerdistrikt, mit dem Gemeindeedikt von 1818 in gleicher Zusammensetzung zu einer eigenständigen Gemeinde im Landgericht Ingolstadt. Durch den wirtschaftlichen Aufschwung in dieser Zeit siedelten sich auch immer mehr Menschen an. Das erste Schul- und Lehrerwohnhaus wurde erbaut.

### 1870er Jahre bis Anfang des 20. Jahrhunderts
Damals war Kasing eine Gemeinde mit 75 Anwesen und ungefähr 450 Einwohnern, die von der Landwirtschaft lebten. Handwerk und Gewerbe waren nur ein Nebenverdienst. Die Gastwirte, der Metzger, der Schmied und auch der Pfarrer waren nebenher auch Bauern. Einige Kasinger kämpften im Deutsch-Französischen Krieg und das Königreich Bayern wurde Teil des Deutschen Reiches.
Das Schulhaus neben der Kirche war zu klein geworden; es wurde erwogen, einen weiteren Unterrichtsraum zu bauen. Wegen der hohen Kosten entschied man sich für den Bau eines gänzlich neuen Schulhauses.
Das neue Schulhaus wurde 1902 am Ortsausgang nach Kösching gebaut. Die erste Wasserleitung wurde gebaut. 1904 wurde Kasing an die Eisenbahnstrecke von Ingolstadt nach Riedenburg, die an der Gemarkungsgrenze zu Theissing verlief, angeschlossen. 56 Männer aus Kasing wurden im Ersten Weltkrieg einberufen, nur 30 kamen zurück.
In den 1920er Jahren kamen das erste Radio sowie das elektrische Licht und das Telefon nach Kasing.

### Zweiter Weltkrieg und Vertreibung
Im Zweiten Weltkrieg hatte Kasing eine große Zahl an Opfern zu verzeichnen. 8 Männer wurden am Ende des Krieges vermisst, 42 Kasinger fielen auf den Schlachtfeldern Europas.
Viele Häuser in der Ortschaft mussten Vertriebene und Flüchtlinge aufnehmen. Auf der Flucht vor den Sowjets strömten Hunderttausende Deutsche aus den ehemaligen Gebieten des Deutschen Reiches nach Deutschland. Volksdeutsche, Donauschwaben und Ungarndeutsche wurden aus den jetzt ehemaligen Deutsch geprägten osteuropäischen Landen vertrieben. Viele, die es schafften, wurden noch während des Krieges in Viehwaggons bei klirrender Kälte über Wien (Österreich) nach Bayern transportiert und z. B. in Ingolstadt auf die umliegenden Ortschaften verteilt. Große Verluste von Menschen zeichneten sich dabei auf den Wanderungen und Transportwegen ab. Eine weitere Gruppe, die Sudetendeutschen konnten aus der Tschechoslowakei fliehen. Ungarndeutsche und weitere Volksdeutsche halfen auf den Gehöften und Feldern Kasings und wahren als Spezialisten sehr gefragt.
Bereits in den 50er Jahren konnten sich viele ein eigenes Haus mit Grund und eine neue Existenz in Kasing aufbauen, die sie durch ihre harte Arbeit ermöglicht haben.
1953 lebten 732 Menschen in Kasing. Alles wurde vergrößert, darunter auch die Pfarrkirche St. Martin. Ein neuer Friedhof wurde angelegt, und eine Wohnsiedlung an der Köschinger Straße entstand. Der Sparlberg (Spuglberg) sowie viele andere frühere Ortsgrenzen werden besiedelt. Die Flurbereinigung 1956 schafft die Flächen für den Einsatz der neuen Maschinen, z. B. für den Mähdrescher.

### Nachkriegszeit
In den 1950er Jahren können die kleinen Bauern mit der Technisierung der Landwirtschaft nicht Schritt halten. Sie geben auf. Die Zahl der Betriebe sinkt von 77 auf unter 30. Ein eigener Brunnen stellt die Wasserversorgung sicher. Eine Kläranlage sorgt für die Entsorgung des Abwassers.
Ab 1967 werden die oberen Klassen in Kösching unterrichtet, Anfang der 1970er Jahre folgen auch die Klassen der Grundschule. Die Zeiten der Zwergschulen sind endgültig vorbei. Das Schulhaus wird in einen Kindergarten umgebaut.
Die Gemeindegebietsreform bringt am 1. Oktober 1971 den Schlussstrich für die selbstständige Gemeinde. Kasing gehört seitdem zur Gemeinde Kösching. Zuvor gab es eine Abstimmung, ob Kasing an Kösching angeschlossen werden sollte. Die Mehrheit war für die Angliederung.
In den 1980er Jahren fällt das letzte schiefergedeckte Haus der Hacke zum Opfer. Das Vereinsheim nimmt einen großen Auftrieb, dabei entstehen unterschiedliche Stammtische und Vereine neben dem Fußballverein.
In den 1990er Jahren entsteht ein Reitverein auf einem Reiterhof in Kasing. Einen weiteren gibt es in Richtung Kösching auf dem Hellmannsberg. Ein Radwanderweg läuft durch den Ort. Zitat Donaukurier: Bei guter Anbindung an zentrale kulturelle und soziale Einrichtungen ein Wohnort mit hohen Freizeitwert.
Ab 1995 entstehen einige neue Siedlungsgebiet in Kasing, so am Neuberg und in Richtung Theissing, wo am Stöcklrain seit 2008 gebaut wird.

## Sehenswürdigkeiten
In die Liste der Bayerischen Denkmalpflege sind eingetragen:
- Hauptstraße 13: Hausfigur Hl. Johann Nepomuk, 18. Jahrhundert.
- Kirchenstraße 9: Katholische Pfarrkirche St. Martin, Saalbau mit Satteldach und spätmittelalterlichem Chorturm, erneuert 1779, Langhaus 1735, erweitert 1954/55; mit Friedhofsmauer, 19. Jahrhundert.

## Sagen
Georg Hofbauer aus Kasing, ehemaliger Gastwirt (Pauliwirt), erzählte, dass um 1890 immer zur kalten Jahreszeit ein alter Taglöhner namens Mathias Ettl beim Pauliwirt gearbeitet habe. Er konnte nicht lesen und nicht schreiben, aber er wusste über das Leben mehr Bescheid als manch anderer. Irgendwann nach Arbeitsende erzählte er, dass beim Grailbauer im Apfelbaum ein wertvoller Schatz versteckt sei. Weil dort, wo der Apfelbaum stand, eine Scheune gebaut werden sollte, wurde der Baum umgeschnitten. Tatsächlich fand man einen Schatz, der aus Silbermünzen aus vergangenen Jahrhunderten bestand.

## Bildung
In Kasing gibt es einen Kindergarten. Die Schulkinder fahren mit Bussen zu den Schulen in Kösching zur Grund- und Hauptschule. Seit dem Jahr 2004 gibt es in Kösching auch eine Realschule. Diese besuchten zuletzt 789 Schüler aus der Umgebung (Stand: 4. September 2020). Die gymnasiale Bildung erfolgt in der Regel in Ingolstadt.

## Wirtschaft
Früher hat es in Kasing eine Bäckerei, einen Kramerladen und einen kleinen Edeka-Markt gegeben. Heute wird Kasing weitgehend durch die Metzgerei Pauleser versorgt. Diese ist bereits weit über die Grenzen Kasings hinaus ein Begriff und versorgt weite Teile der Region bis nach Ingolstadt. Der Getränkemarkt stellte Ende 2013 den Betrieb ein. Das Sportheim am oberen Fußballplatz wird von wechselnden Pächtern betrieben. Dort gibt es zur Stärkung der Sportler immer einen kleinen Imbiss. Eine weitere Gaststätte ist im Ortskern der Gasthof Pauliwirt. Neben nach Absprache warmer Küche bietet die Wirtschaft auch einige Gästezimmer an.